# Mayumi Watanabe
Mayumi Watanabe (jap. 渡辺 真弓, Watanabe Mayumi; * 6. Juni 1983 in Niigata) ist eine ehemalige japanische Leichtathletin, die sich auf den Sprint spezialisiert hat. Ihre größten Erfolg feierte sie mit dem Gewinn der Goldmedaille in der 4-mal-100-Meter-Staffel bei den Asienmeisterschaften 2009.

## Sportliche Laufbahn
Erste internationale Erfahrungen sammelte Mayumi Watanabe im Jahr 2007, als sie bei den Weltmeisterschaften in Osaka mit der japanischen 4-mal-100-Meter-Staffel in der ersten Runde wegen eines Wechselfehlers disqualifiziert wurde. 2009 verpasste sie bei den Weltmeisterschaften in Berlin mit 44,24 s den Finaleinzug mit der Staffel und anschließend belegte sie bei den Asienmeisterschaften in Guangzhou in 11,72 s den fünften Platz im 100-Meter-Lauf. Zudem siegte sie in 43,93 s gemeinsam mit Maki Wada, Chisato Fukushima und Momoko Takahashi in der 4-mal-100-Meter-Staffel und gewann in 3:31,95 min gemeinsam mit Satomi Kubokura, Mayu Kida und Asami Chiba die Bronzemedaille in der 4-mal-400-Meter-Staffel hinter den Teams aus China und Indien. Im Dezember gewann sie dann bei den Ostasienspielen in Hongkong in 11,83 s die Silbermedaille über 100 m hinter der Chinesin Tao Yujia und gewann in 44,89 s die Silbermedaille hinter den Chinesinnen. Im Jahr darauf nahm sie mit der 4-mal-100-Meter-Staffel an den Asienspielen in Guangzhou teil und sicherte sich dort in 44,41 s gemeinsam mit Momoko Takahashi, Yumeka Sano und Chisato Fukushima die Bronzemedaille hinter den Teams aus Thailand und der Volksrepublik China. 2013 gelangte sie bei den Asienmeisterschaften in Pune mit 11,67 s auf den vierten Platz über 100 m und schied im 200-Meter-Lauf mit 24,48 s in der ersten Runde aus. Zudem gewann sie in 44,38 s gemeinsam mit Saori Kitakaze, Chisato Fukushima und Anna Fujimori die Silbermedaille hinter den Chinesinnen. Bei den IAAF World Relays 2014 auf den Bahamas schied sie mit 44,66 s im Vorlauf der 4-mal-100-Meter-Staffel aus und im Jahr darauf wurde sie bei den World Relays ebendort in der Vorrunde disqualifiziert. Anfang Juni gelangte sie bei den Asienmeisterschaften in Wuhan bis ins Halbfinale über 100 m und schied dort mit 11,84 s aus. Mitte Oktober bestritt sie in Fukushima ihren letzten offiziellen Wettkampf und beendete daraufhin ihre aktive sportliche Karriere im Alter von 32 Jahren.
In den Jahren 2003, 2005, von 2007 bis 2010 sowie von 2012 bis 2014 wurde Watanabe japanische Meisterin in der 4-mal-100-Meter-Staffel und 2007, 2009 und 2012 siegte sie auch in der 4-mal-400-Meter-Staffel.

## Persönliche Bestleistungen
- 100 Meter: 11,50 s (+1,0 m/s), 28. Juni 2009 in Hiroshima
- 200 Meter: 23,35 s (+0,4 m/s), 3. Mai 2013 in Fukuroi